# Appendix testis

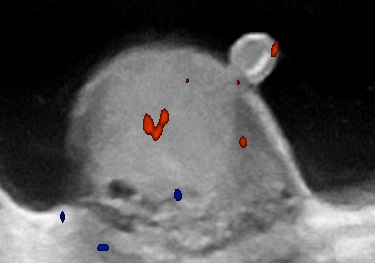
Ultrassonografia escrotal de um homem de 85 anos com hidrocele, tornando o apêndice do testículo claramente distinto como uma saída de 4 mm na parte superior esquerda da imagem. O Doppler mostra algum fluxo sanguíneo.

O apêndice testicular, appendix testis (ou hidatídeo de Morgagni) é um remanescente vestigial do ducto de Müller, presente no polo superior do testículo e preso à túnica vaginal. Está presente cerca de 90% das vezes.

## Significado clínico

### Torção
O apêndice do testículo pode, ocasionalmente, sofrer torção, causando dor testicular aguda unilateral e pode requerer excisão cirúrgica para obter alívio. Um terço dos pacientes apresenta uma descoloração palpável do "ponto azul" no escroto. Isso é quase um diagnóstico dessa condição. Se a suspeita clínica for alta para o diagnóstico diferencial sério de torção testicular, uma exploração cirúrgica do escroto é justificada. A torção do apêndice do testículo ocorre entre as idades de 0 a 15 anos, com uma média aos 10 anos, semelhante à da torção testicular.
Ocasionalmente, uma torção do hidátide de Morgagni pode produzir sintomas que imitam os criados por uma torção testicular; uma torção do hidátide, no entanto, não leva a nenhum comprometimento da função testicular.